# Francesca Llopis
Francesca Llopis y Planas (Barcelona, 1958) es una pintora y vídeo artista española. Sus obras están basadas y tienen como foco principal sus viajes y la naturaleza, trabajando los proyectos con diferentes técnicas como la pintura, el dibujo y las video instalaciones.

## Trayectoria profesional
Se matricula en la escuela EINA (Centro Universitario de Diseño y Arte) de Barcelona en 1976 donde coincide con los artistas Dani Freixes, América Sánchez, Albert Ràfols-Casamada, Maria Girona i Manel Esclusa, entre otros. Entre el 1979 y el 1981 comparte estudio de interiorismo con Josep Maria Civit i Toni Auquer y obtiene una beca de residencia artística al Teater Studio dentro del Pałac Kultury de Varsovia. El golpe de Estado significa un punto de inflexión a su obra. Empezó a exponer su trabajo en 1981.
Entre el 1983 y el 1986 hizo varias exposiciones. Historia de una tentación a MedaMOTHI en Montpellier, y en Barcelona en el prestigioso espacio Metrónom y Los dedos gélidos en la galería Maeght, en Barcelona, y Tráfico de efectos en la galería Montenegro de Madrid. El 1988 hizo una residencia de artista en la Accademia di Roma y a la Écolle des Beaux Artes de Nimes.
En el año 2002 presentó su primera videoinstalación 2 habitaciones con vistas, un retrato social de Barcelona. En 2004 en ETC trata la ausencia de las mujeres artistas en la historia del arte. En 2009 empieza una nueva etapa pictórica. En 2015 expone Dealers of memory en Japón, esta exposición consta de dos intervenciones: la videoinstalación Apuntes por un iceberg, en la escuela de Kurokawana y la instalación Libro de lágrimas en el templo de Myoken. También en Japón hizo la acción Traction action a partir de unir la humanidad con el Universo a través del infinito con huellas de pigmento rosa de los caminants de la ciudad. En 2017 presenta la instalación Luz! con neón y vidrio en el Castell de Montjuic de Barcelona, como una reflexión sobre la memoria histórica, la performance Us & the state of things en la ciudad de Colonia en Alemania,  Barcelona y otros lugares, y Big Draw en al Museo Picasso de Barcelona con Insecta’m y Ajardínate.
Realiza colaboraciones con otros artistas como con Bárbara Held y Robert Wyatt. Su recorrido y obra pictórica empieza con la arquitectura y las influencias del neoexpressionismeo de los años 80, los cuales le sirven para poder representar la cultura urbana. Sus influencias vienen, sobre todo, del expresionismo abstracto.

## Obra en museos

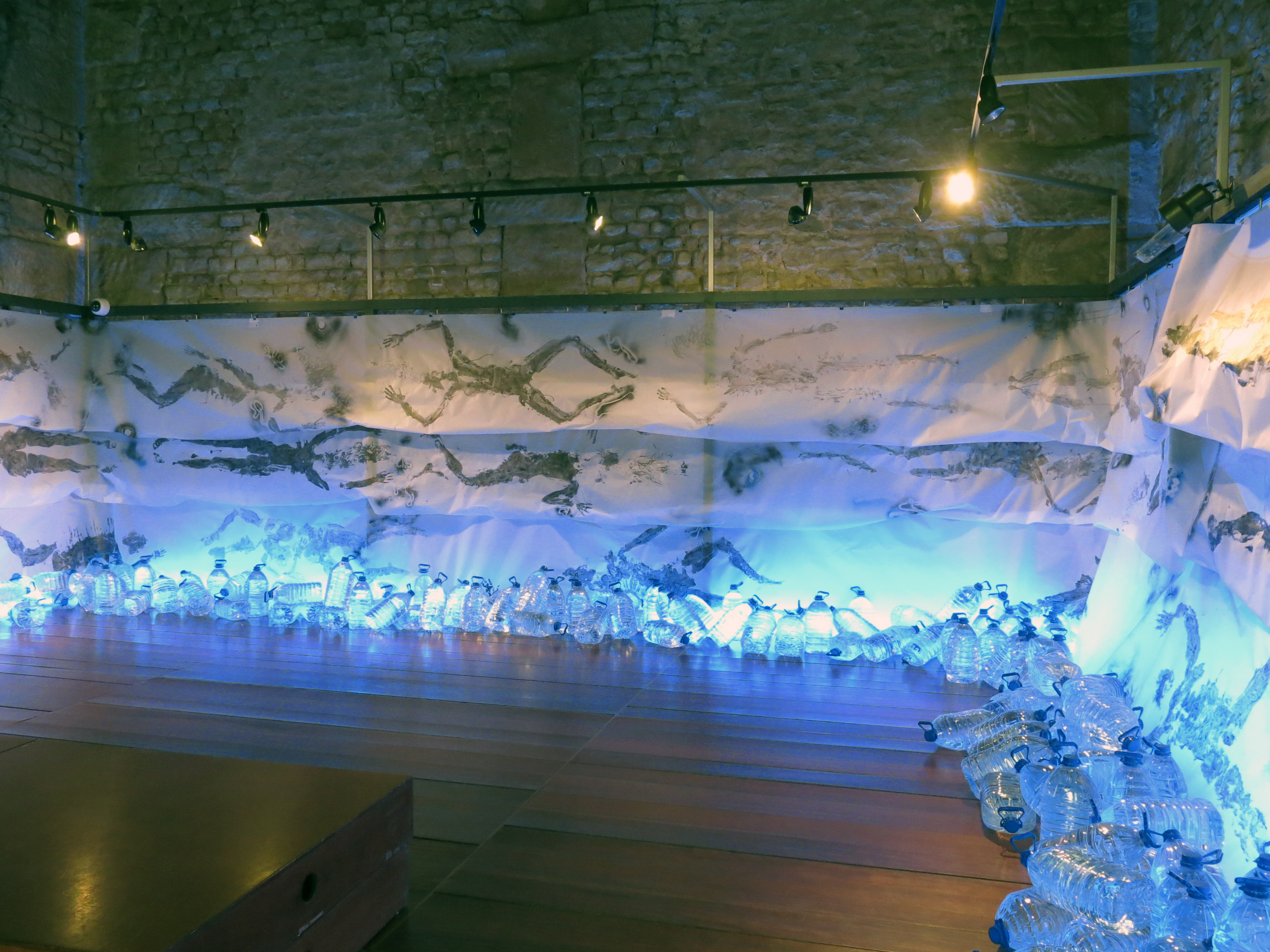
Templo Romano, exposición de Francesca Llopis, Vic

Museo de Arte Contemporáneo de Barcelona, el Museo de Terrassa, el Museo de Arte de Sabadell. y el Museo de Arte Moderno de Tarragona (Esperando los Dioses).

## Selección de instalaciones y pintura mural
- 6.8.89 Tian'anmen, Hospitalet-Arte (Barcelona, España, 1989)[14]
- 7 murales, obra permanente, Mercado de la Boqueria con la arquitecta Carme Pinós (Barcelona, España, 2011)
- Luz[7]! en el Castell de Montjuic (Barcelona, 2017)
- Nosotros y el estado de las cosas, Museo Molino Papelero (Capellades, España, 2018)[15]

## Publicaciones
- Francesca Llopis. Un Lío magnífico Fundación Espacios, 1997.
- Francesca Llopis. Llevo un gusano en el cabo Barcelona, Fundación Espacios de Arte Contemporáneo, 2006.
- Francesca Llopis Paranys Oscuros Lleida, Ayuntamiento de Lleida; Valls: FAC, 1997.